# Bertîșiv, Jîdaciv
Bertîșiv (în ucraineană Бертишів) este un sat în comuna Kniselo din raionul Jîdaciv, regiunea Liov, Ucraina.

## Demografie
Componența lingvistică a localității Bertîșiv
     Ucraineană (100%)
Conform recensământului din 2001, toată populația localității Bertîșiv era vorbitoare de ucraineană (100%).